# Port-Cartier
Port-Cartier är en stad (kommun av typen ville) och tätort (centre de population) i provinsen Québec i Kanada. Den ligger i regionen Côte-Nord, i den östra delen av landet, 800 km nordost om huvudstaden Ottawa. Antalet invånare vid folkräkningen 2021 var 6 516 i kommunen och 5 400 i tätorten.